# Sorex unguiculatus
Sorex unguiculatus är en däggdjursart som beskrevs av George Edward Dobson 1890. Sorex unguiculatus ingår i släktet Sorex och familjen näbbmöss. IUCN kategoriserar arten globalt som livskraftig. Inga underarter finns listade i Catalogue of Life.
Kännetecknande är de stora klorna på framtassarna som är längre än 3 mm. Det finns ingen svart strimma på ryggens mitt. Kroppslängden (huvud och bål) är 7,0 till 9,1 cm, svanslängden är 4,1 till 5,1 cm och vikten varierar mellan 6 och 10 g. Bakfötterna är lite kortare än 1,5 cm. Ovansidan är täckt av mörkbrun päls och undersidans päls eller lite mer gråaktig.
Denna näbbmus förekommer i östra Sibirien (Ryssland), i nordöstra Kina, på Koreahalvön, på den japanska ön Hokkaido samt på flera andra öar i regionen. Arten lever i nästan alla habitat som har ett tjockare skikt av humus eller löv på marken.
Sorex unguiculatus lever delvis underjordisk och äter daggmaskar, snäckor, insekter och andra ryggradslösa djur. Fortplantningen sker i varma delar av utbredningsområdet mellan april och september, längre norrut bara på sommaren. Honor kan ha upp till tre kullar per år med 3 till 7 ungar per kull.

## Bildgalleri

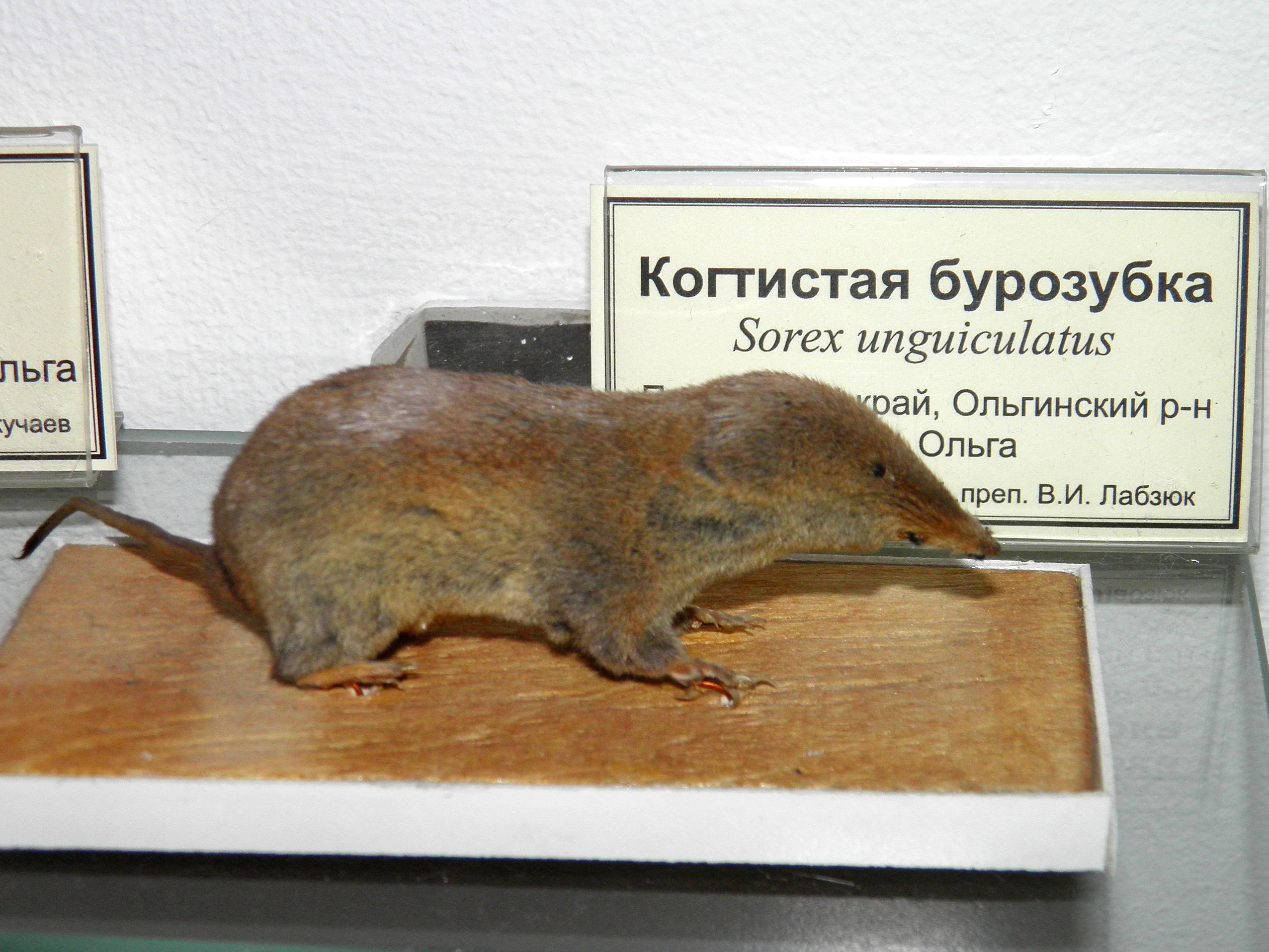